# MHRA Style Guide

Le MHRA Style Guide (officiellement appelé MHRA Style Book) est un guide publié par l’association Modern Humanities Research Association utilisé pour la rédaction des essais et des publications académiques portant sur les arts ou les sciences humaines.